# Myzostoma longipes
Myzostoma longipes is een ringworm uit de familie Myzostomatidae.
Myzostoma longipes werd in 1883 voor het eerst wetenschappelijk beschreven door Graff.